# Собор Святого Стефана (Хвар)
Собор Святого Стефана — римо-католицький собор в місті Хвар, Хорватія, Катедральний собор дієцезії Хвара, пам'ятка архітектури в стилі далматинського ренесансу. Освячений в ім'я святого Стефана, папи римського.
Собор розташований в східній частині П'яцца, центральної історичної площі міста, і органічно вписаний в її архітектурний ансамбль. Перша християнська церква на цьому місці була зведена в VI столітті. В XIV столітті вона була перебудована в готичну церкву, що належала бенедиктинському монастирю Діви Марії. Зведення сучасного собору йшло в кілька етапів у XVI–XVII століттях. Дзвіниця розпочато в 1520 році і завершена до середини XVI століття. Її авторами стали хорватські майстра Марко і Нікола Карлич з острова Корчула. Інтер'єр собору відноситься до XVIII століття і в ньому помітні риси раннього бароко. Вівтарі собору (центральний і вівтарі капел), а також картини виконані венеціанськими майстрами.
До собору примикає палац єпископа. В наш час[коли?] в ньому функціонує музей, в експозиції якого середньовічна церковне начиння і предмети ювелірного мистецтва.